# Jean-Jacques Volz
Jean-Jacques Volz (* 1. Juni 1928 in Zürich; † 26. Dezember 2020) war ein Schweizer Künstler. Sein Werk umfasst vorwiegend Holzschnitte.

## Leben
Jean-Jacques Volz lebte und arbeitete ab 1975 in Schaffhausen. Ab 1979 Beteiligung an Kollektivausstellungen und ab 1981 regelmässig Einzelausstellungen in der Schweiz, in Deutschland, Schweden und Finnland. Mitglied der Xylon (Internationale Vereinigung der Holzschneider) und des Vebikus (Vebikus Kunsthalle Schaffhausen). Illustrationen und Mappenwerke u. a. in Edition Nautilus, Hamburg, Spektrum-Verlag, Zürich, und Edition Peter Petrej, Zürich.

## Editionen, Mappenwerke, Holzschnittfolgen (Auswahl)
- aus den klopfzeichen des kammersängers. Mappe mit ausgewählten Gedichten von Christian Geissler, begleitet von Holzschnitten von Jean-Jacques Volz, 2008
- Spur. Holzschnittfolge, 2008
- schwarzdeutsch. Edition SchwarzHandPresse, Flaach, 2006. Mappe mit sechs ganzseitigen Holzschnitten von Jean-Jacques Volz, Text von Christian Geissler
- Dekompositionen. Holzschnittfolge, 2005
- Xylon 127. 2005 («Aleatorische Formen»)
- Aleatorische Formen. Holzschnittfolge, 2004
- Diese schwedische Strasse / Den här svenska gatan. SchwarzHandPresse, Flaach, 2003. Mappe mit Holzschnitten von Jean-Jacques Volz und Hans-Uwe Hähn. Text von Erik Beckmann
- Brekzien. Holzschnittfolge, 1997. Holzschnitte 1990–1998
- Katalog zur Ausstellung im Museum zu Allerheiligen. Text: Enrica Picciati, Schaffhausen 1999
- Geschenke. Ein Totentanz. Mappe mit 23 Holzschnitte von Jean-Jacques Volz und Texten von Aglaia Veteranyi. Nachwort von Uli Wunderlich. Edition Peter Petrej, Zürich, 1999
- Zwillinge. Holzschnittfolge, 1997
- Göteborg Suite. Holzschnittfolge, 1996
- Xylon 97. 1995
- Elf kleine Holzschnitte. Originaldrucke auf acht gefalteten Blättern in Leinenkassette, 1994
- Wickelmann II. Holzschnittfolge, 1992
- Wickelmann I. Holzschnittfolge, 1991
- Fünfzehnhundertfünfundzwanzig. Holzschnittfolge zu Thomas Münzers 500. Geburtstag, 1989
- Spektrum. Nr. 100 (Jubiläumsausgabe), 1983. Zeitschrift mit Originalgrafiken verschiedener Künstler, u. a. von Jean-Jacques Volz

## Einzelausstellungen (Auswahl)
- 1982 Galerie im Alten Wierebahnhof, Freiburg i. Br.
- 1985 Kulturforum Industriequartier, Zürich
- 1986 Galerie Prisma, Zürich
- 1986 Forum Vebikus, Schaffhausen
- 1988 Kunst-Spektrum GKK, Krefeld (mit Emanuel Gloor)
- 1988 Kulturmühle, Lützelflüh
- 1988 Kulturzentrum Kammgarn, Schaffhausen, «Schwarze Sonne»
- 1988 Galerie Einhorn, Schaffhausen
- 1992 Sigristenkeller, Bülach
- 1995 Städtische Galerie, Tuttlingen
- 1995 Galerie Art+Vision, Bern
- 1995 Galleria 1, Turku, Finnland
- 1997 Jalokivigalleria, Kemi, Finnland
- 1997 Galleria Art Halvare, Oulu, Finnland
- 1999 Museum zu Allerheiligen, Schaffhausen
- 1999 Atelier Alexander, Winterthur
- 2002 Sommerlust, Schaffhausen
- 2005 Atelier Alexander, Winterthur
- 2006 Galerie Repfergasse 26, Schaffhausen, «Dekonstruktion»
- 2008 Kulturzentrum Kammgarn, Schaffhausen, «SPUR – eine Holzschnittfolge» (mit Anne Hody)
- 2010 Atelier Alexander, Winterthur (mit Irma Städtler)
- 2010 Galerie Art+Vision, Bern

## Gruppenausstellungen (Auswahl)
- 1985 Kunstmuseum, Winterthur
- 1994 Künstlerwerkstatt Mehlwaage, Freiburg i.Br., Projekt Holzschnitt
- 1994 Kunsthaus Grenchen, Xylon heute
- 1994 Lapland Artsummer, Marraskoski, Finnland
- 1994 Konsthallen Göteborg, Grafik
- 1999 Galerie Aveny und Pannhuset Klippan, Göteborg, Crossborder Print Workshop
- 2004 Kollektivausstellung des Vebikus Schaffhausen
- 2002 Galleria Art Halvare, Oulu, Finnland
- 2007 Galerie Art+Vision, Bern